# Ramon Tikaram
Ramon Pramad Junior Tikaram (*  16. Mai 1967 in Singapur) ist ein britischer Schauspieler fidschianisch-malaysischer Abstammung.

## Leben und Karriere
Ramon Tikaram wurde als Sohn des British-Army-Soldaten Pramad Tikaram, welcher der indischen Minderheit Fidschis angehörte und der Malaysierin Fatimah Rohani in Singapur geboren. Seine zwei Jahre jüngere Schwester ist die Sängerin Tanita Tikaram. Die Familie zog später ins westfälische Münster, wo der Vater im Rahmen seiner Armee-Tätigkeit stationiert war und der gleichzeitig der Geburtsort seiner Schwester ist. Tikaram besuchte insgesamt sechs Grundschulen in Deutschland und England, wo sich die Familie 1981 in Basingstoke niederließ.
Schon 1978 wurde Tikaram auf die Duke of York’s Royal Military School nach Dover geschickt, bevor er später an der University of Kent in Canterbury angenommen wurde und sich dem National Youth Theatre in London anschloss.
1995 übernahm er seine erste Schauspielrolle. In Die Piratenbraut wirkte er in der Rolle eines Piraten mit. Es folgte eine Nebenrolle in dem Film Kama Sutra: A Tale of Love. In der Folge wirkte er in einer Vielzahl von Filmen und Serien mit, von 1996 bis 1997 etwa wiederkehrend als Ferdy in This Life, in My Sp Family, Primeval oder in der Rolle des Söldners Prendahl in der dritten Staffel von Game of Thrones. Von 2009 bis 2012 war er als Qadim Shah in EastEnders zu sehen.
2015 übernahm er als Phylo Percadium eine Nebenrolle im Science-Fiction-Film Jupiter Ascending. Ebenfalls in diesem Jahr übernahm er als Tavrani Tavani eine Nebenrolle in Fortitude, die er bis 2017 spielte. Seit 2019 ist er als Inspector Victor Aziz in einer Nebenrolle in der US-amerikanischen Krimiserie Pennyworth zu sehen. Darüber hinaus übernahm er eine wiederkehrende Rolle als Terence McCann in der britischen Comedyserie Brassic. Sein gesamtes Schaffen vor der Kamera umfasst bislang mehr als 90 Film- und Fernsehproduktionen.
Auf der Bühne war Tikaram etwa in der Rolle des Königs von Siam im Musical The King and I zu sehen, die er im Jahr 2012 verkörperte. Neben seiner Schauspieltätigkeit ist Tikaram auch als Sänger aktiv und leiht Figuren aus Videospielen, etwa in Dragon Age: Inquisition oder The Hitman, seine Stimme. Einige seiner Singles nahm er bei der VEB Deutsche Schallplatten Berlin auf.

## Filmografie (Auswahl)
- 1995: Die Piratenbraut (Cutthroat Island)
- 1996: Kama Sutra: A Tale of Love
- 1996–1997: This Life (Fernsehserie, 21 Episoden)
- 1997–2016: Casualty (Fernsehserie, 5 Episoden)
- 2000: Daylight Robbery (Mini-Serie, 4 Episoden)
- 2000–2002: Dream Team (Fernsehserie, 47 Episoden)
- 2001: The Fear (Fernsehserie, Episode 1x04)
- 2001: Judge John Deed (Fernsehserie, Episode 1x04)
- 2002: Crossroads (Fernsehserie, 4 Episoden)
- 2004: Holby City (Fernsehserie, Episode 6x21)
- 2004: Silent Witness (Fernsehserie, 2 Episoden)
- 2005: Down to Earth (Fernsehserie, 2 Episoden)
- 2005, 2018: Doctors (Fernsehserie, 3 Episoden)
- 2005: Murphy’s Law (Fernsehserie, 4 Episoden)
- 2006: Mischief Night
- 2006: Tripping Over (Fernsehserie, 4 Episoden)
- 2006: Take 3 Girls
- 2007–2009: My Spy Family (Fernsehserie, 16 Episoden)
- 2008: Speed Racer
- 2008: Dean Stanley
- 2008: Wired (Fernsehserie, 3 Episoden)
- 2008–2009: Primeval – Rückkehr der Urzeitmonster (Primeeval, Fernsehserie, 3 Episoden)
- 2009: Endgame
- 2009–2012: EastEnders (Fernsehserie, 11 Episoden)
- 2010: Identity (Fernsehserie, Episode 1x04)
- 2010: Combat Kids (Fernsehserie, 3 Episoden)
- 2012: White Heat (Fernsehserie, 2 Episoden)
- 2013: Father Brown (Fernsehserie, Episode 1x03)
- 2013: Game of Thrones (Fernsehserie, Episode 3x08)
- 2013–2014: Law & Order: UK (Fernsehserie, 2 Episoden)
- 2013–2015: Man Down (Fernsehserie, 4 Episoden)
- 2014: Vampire Academy
- 2015: Jupiter Ascending
- 2015: Dragonfly
- 2015: Stella (Fernsehserie, 8 Episoden)
- 2015: New Tricks – Die Krimispezialisten (New Tricks, Fernsehserie, Episode 12x09)
- 2015–2017: Fortitude (Fernsehserie, 11 Episoden)
- 2016: 5 Greedy Bankers
- 2016: Inspector Barnaby (Midsomer Murders, Fernsehserie, Episode 18x04)
- 2016: The Coroner (Fernsehserie, Episode 2x09)
- 2017: Death in Paradise (Fernsehserie, Episode 6x02)
- 2017: Happy Feather (Fernsehserie, Episode 3x04)
- 2018: Shakespeare & Hathaway – Private Investigators (Mini-Serie, Episode 1x06)
- 2018: Boogie Man
- 2019–2020: Brassic (Fernsehserie, 8 Episoden)
- 2019–2022: Pennyworth (Fernsehserie)
- 2020: Feel Good (Fernsehserie, 6 Episoden)
- 2022: Fisherman’s Friends 2 – Gegen den Wind, auf das Leben! (Fisherman’s Friends: One and All)